# 스위트워터군

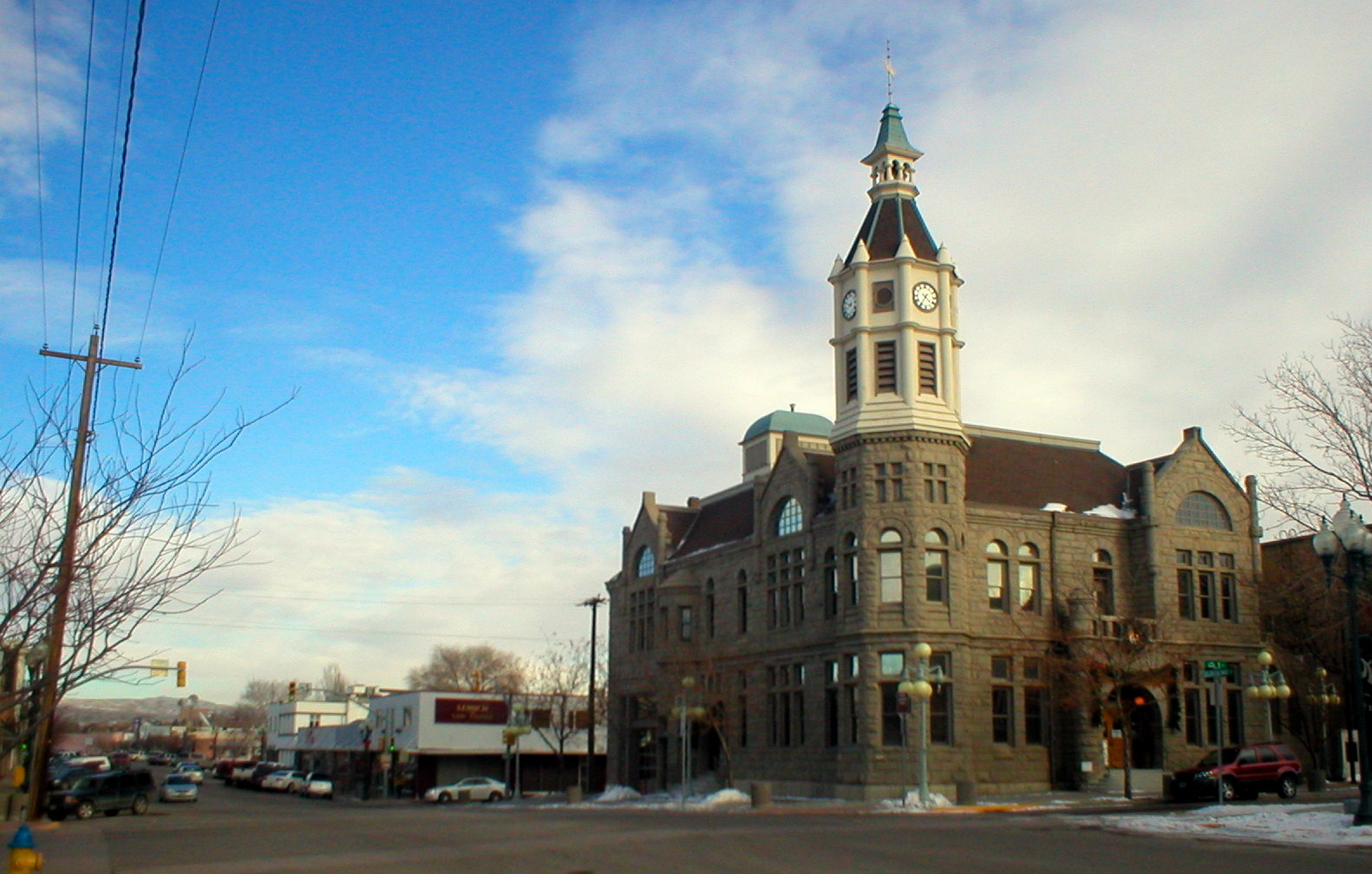

스위트워터군 또는 스위트워터 카운티(Sweetwater County)는 미국 와이오밍주에 위치한 군이다. 2010년 기준으로 이 지역의 인구 수는 총 43,806명이다. 2019년 추산으로 이 지역의 총 인구 수는 42,343명이다.

## 인구
| 인구조사                                | 인구   | Note  | %±     |
| --------------------------------------- | ------ | ----- | ------ |
| 1870년                                  | 1,916  |       | —      |
| 1880년                                  | 2,561  |       | 33.7%  |
| 1890년                                  | 4,941  |       | 92.9%  |
| 1900년                                  | 8,455  |       | 71.1%  |
| 1910년                                  | 11,575 |       | 36.9%  |
| 1920년                                  | 13,640 |       | 17.8%  |
| 1930년                                  | 18,165 |       | 33.2%  |
| 1940년                                  | 19,407 |       | 6.8%   |
| 1950년                                  | 22,017 |       | 13.4%  |
| 1960년                                  | 17,920 |       | −18.6% |
| 1970년                                  | 18,391 |       | 2.6%   |
| 1980년                                  | 41,723 |       | 126.9% |
| 1990년                                  | 38,823 |       | −7.0%  |
| 2000년                                  | 37,613 |       | −3.1%  |
| 2010년                                  | 43,806 |       | 16.5%  |
| 2019 (추산)                             | 42,343 | [ 1 ] | −3.3%  |
| US Decennial Census 1870–2000 2010–2016 |        |       |        |

## 같이 보기
- 와이오밍주